# NGC 4207
NGC 4207 је спирална галаксија у сазвежђу Девица која се налази на NGC листи објеката дубоког неба.
Деклинација објекта је + 9° 35' 8" а ректасцензија 12h 15m 30,1s. Привидна величина (магнитуда) објекта NGC 4207 износи 12,9 а фотографска магнитуда 13,6. NGC 4207 је још познат и под ознакама UGC 7268, MCG 2-31-69, CGCG 69-107, VCC 152, IRAS 12129+0951, PGC 39206.